# 久野久 (火山学者)

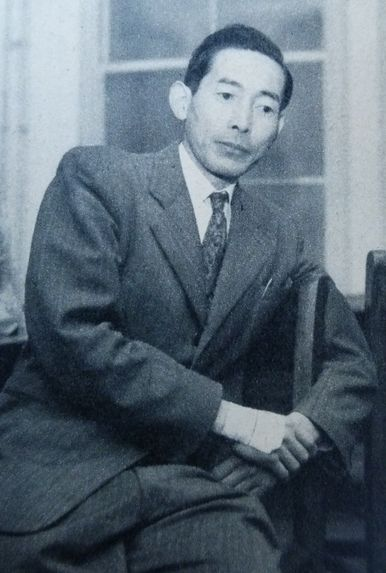
1956年

久野 久（くの ひさし、1910年1月7日 - 1969年8月6日）は、日本の地球科学者。専門は、岩石学（火山岩岩石学）・火山学。理学博士。

## 略歴
東京府生まれ。東京帝国大学理学部地質学教室卒業。1948年東京帝国大学理学博士 「Petrology of Hakone volcano and the adjacent areas（箱根火山及び燐接地域の岩石学的研究）」。
- 1955年 東京大学理学部教授。1960年4月〜1968年3月、日本火山学会委員長。
- 1954年 「輝石に関する岩石学上の研究」で日本学士院賞受賞。
- 1969年 アポロ10号、アポロ11号の打ち上げ・月面着陸に際しテレビ番組に解説役として出演したが、同年8月6日に胃癌で死去した。

## 著書
- 『火山及び火山岩』岩波書店〈岩波全書〉、1954年。

### 共著
- 竹内均・伊佐喬三共著 『月の科学』日本放送出版協会 NHKブックス、1967
- 『地球との対話』久米庸孝,奈須紀幸,東晃共著 学生社 科学随筆文庫、1978

## 主要論文
- 久野久, 「伊豆半島北部の地質」『地質學雜誌』 40(477), 379-380, 1933-06, 日本地質学会, NAID 110003010819
- 久野久, 「上越山岳地方に於ける岩石面の擦痕とその成因に就いて」『地質学雑誌』 41巻 494号 1934年 p.681-691, 日本地質学会, NAID 130003906413, doi:10.5575/geosoc.41.681
- 久野久, 「箱根火山東部の地質」『地質學雜誌』 41(489), 347-348, 1934-09-06, NAID 110003010879
- 久野久, 「秩父山地の礫岩層」『地質學雜誌』 41(494), 698-699, 1934-09-11, NAID 110003015701
- 久野久, 「最近の地質時代に於ける丹那斷層の運動に就いて」『地理学評論』 12(1), 18-32, 1936, NAID 130003565936
- 久野久, 「北海道大島火山の熔岩に就いて」『地質學雜誌』 43(513), 392-393, 1936-06, NAID 110003010970
- 久野久, 「箱根火山を横斷する"金時山-幕山構造線"に就いて」『地理学評論』 13(9), 836-845, 1937, NAID 130003566051
- 久野久, 「玄武岩質岩漿に於ける分別晶出作用 : Fractional Crystallization」『地質学雑誌』 44巻 523号 1937年 p.262-284 , doi:10.5575/geosoc.44.262
- 久野久, 「箱根火山の浮石流」『地質學雜誌』 45(537), 493, 1938-06-20, NAID 110003016173
- 久野久, 「カリウム-アルゴン法による本邦岩石の絶対年代測定」『科学』 31(1), 13-17, 1961-01, NAID 40017544157
- 久野久, 「佐藤氏の批判に対する回答」『地質學雜誌』 68(796), 52, 1962-01-25, NAID 110003019570
- 久野久, 「日本およびハワイにおける玄武岩マグマの発生機構・化学組成の相違」『地学雑誌』 73巻 5号 1964年 p.279-280, 東京地学協会, doi:10.5026/jgeography.73.279
- 久野久, 「月の岩石」『科学』 38(6), 310-315, 1968-06, NAID 40017543476
- 久野久, 「水中自破砕溶岩」『火山. 第2集』 13巻 3号 1968年 p.123-130, 日本火山学会, doi:10.18940/kazanc.13.3_123, NAID 110002988459

共著
- 坪井誠太郎, 久野久, 「日本の基性火山岩の石基に珪酸鉱物の存在することに就いて(摘要)」『地質學雜誌』 39(465), 297, 1932-06-20, NAID 110003010727
- 坪井誠太郎, 久野久, 「伊豆網代の火山岩に就いて」『地質學雜誌』 40(477), 380-381, 1933-06, NAID 110003010820
- 久野久, 小池清, 「伊豆修善寺附近の湯ケ島層群について」『地質学雑誌』 55巻 641号 1949年 p.28-32, 日本地質学会, doi:10.5575/geosoc.55.28
- 立見辰雄, 菊池徹, 久野久, 「南極地域の地質」『地学雑誌』 66巻 1号 1957年 p.17-33, 東京地学協会, doi:10.5026/jgeography.66.17, NAID 130000792417
- 池辺展生, 久野久, 「新第三紀の古地理・火成活動・地史」『地質學雜誌』 67(790), 381-382, 1961-07-25, NAID 110003019367

## 関連文献
- 佐藤信次、「放射性元素の比に基く造岩鉱物の見かけの年令から変成岩・深成岩の真の年令を推定することの困難さについて : 久野久氏の"カリウムアルゴン法による本邦岩石の絶対年代測定"(科学,1961年1月号)の批判」『地質學雜誌』 68(796), 50-52, 1962-01-25, NAID 110003019569
- 八木健三、「久野久教授の生涯と業績」『岩石鉱物鉱床学会誌」 63巻 1号 1970年 p.30-42, 日本鉱物科学会, doi:10.2465/ganko1941.63.30
- 石原舜三、『久野久先生のウラン探鉱」『資源地質』 62巻 1号 2012年 p.106-108, 資源地質学会, doi:10.11456/shigenchishitsu.62.106